# Hands Down (film)
Hands Down er en amerikansk stumfilm fra 1918 af Rupert Julian.

## Medvirkende
- Monroe Salisbury som Dago Sam
- W. H. Bainbridge som Dan Stuyvesant
- Ruth Clifford som Hilda Stuyvesant
- Rupert Julian som Tom Flynn
- Rita Pickering som Marina